# الکسیس کارا
الکسیس کارا (انگلیسی: Alexis Carra؛ زادهٔ ۲۷ آوریل ۱۹۹۰) بازیکن فوتبال اهل فرانسه است.
از باشگاه‌هایی که در آن بازی کرده‌است می‌توان به باشگاه فوتبال المپیک لیون، باشگاه فوتبال ویچنزا، و باشگاه فوتبال چیتادلا اشاره کرد.